# P.J. Hogan
Paul John "P.J." Hogan, född 30 november 1962 i Brisbane, är en australisk filmregissör och manusförfattare.

## Filmografi i urval
- 1994 – Muriels bröllop (manus och regi)
- 1997 – Min bäste väns bröllop (regi)
- 1999 – Vem sköt Victor Fox? (manus och regi)
- 2003 – Peter Pan (manus och regi)
- 2009 – En shopaholics bekännelser (regi)
- 2012 – The Nanny (manus och regi)
- 2015 – The Dressmaker (manus)